# Ficarazzi
Ficarazzi é uma comuna italiana da região da Sicília, província de Palermo, com cerca de 9.415 habitantes. Estende-se por uma área de 3 km², tendo uma densidade populacional de 3138 hab/km². Faz fronteira com Bagheria, Misilmeri, Palermo, Villabate.

## Demografia
| Variação demográfica do município entre 1861 e 2011                               |
|                                                                                   |
| Fonte: Istituto Nazionale di Statistica (ISTAT) - Elaboração gráfica da Wikipedia |